# Garcinia schomburgkiana
Garcinia schomburgkiana är en tvåhjärtbladig växtart som beskrevs av Jean Baptiste Louis Pierre. Garcinia schomburgkiana ingår i släktet Garcinia och familjen Clusiaceae. Inga underarter finns listade i Catalogue of Life.